# Horní Údolí
Horní Údolí (do 1949 Horní Grunt, něm. Ober-Grund, Obergrund) je osada (místní část) města Zlaté Hory. Leží 6 km jihozápadně od Zlatých Hor, ve Zlatohorské vrchovině při jejím pomezí s Hrubým Jeseníkem, na horním toku potoka Olešnice.

## Historie

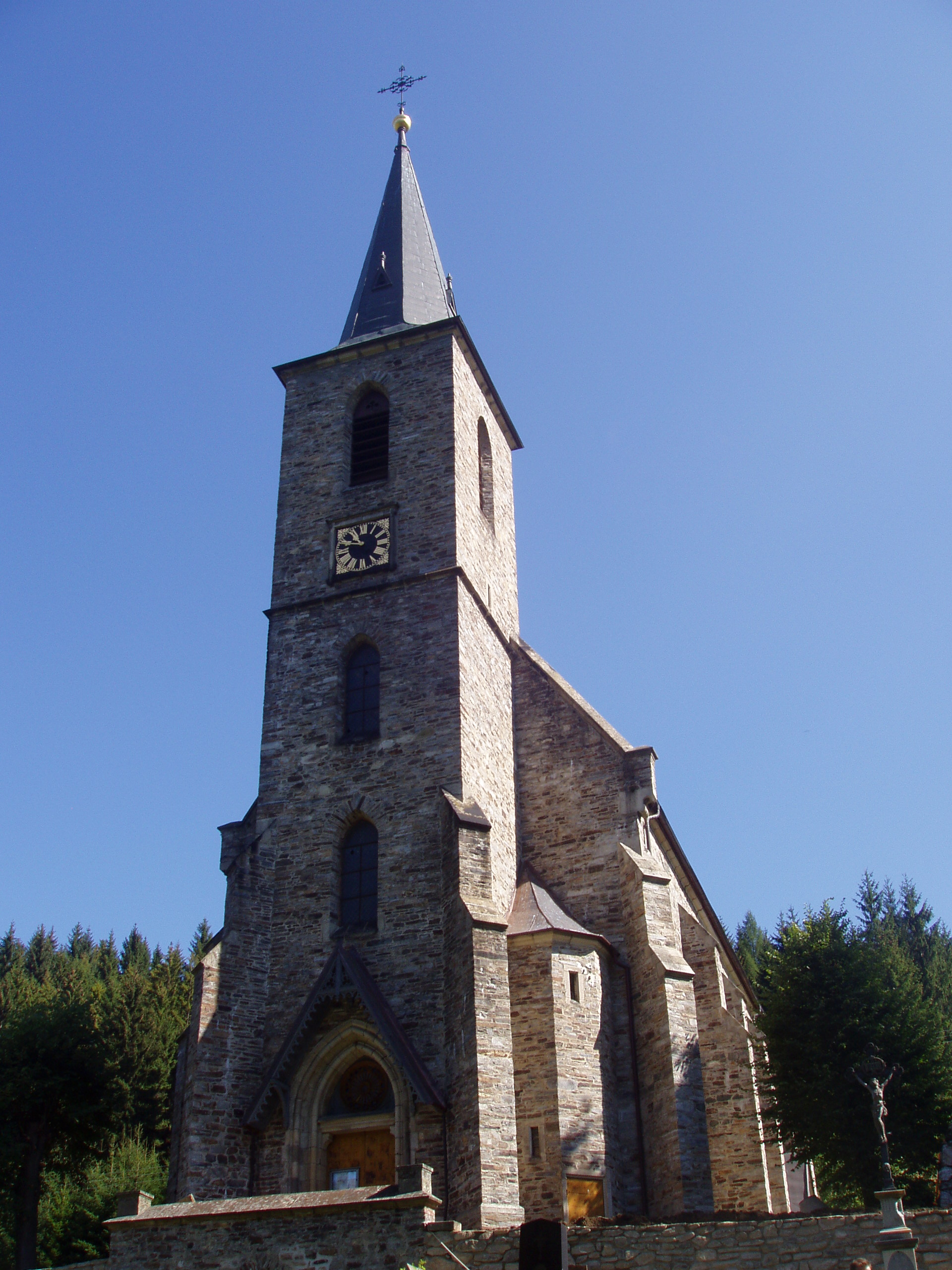
Kostel (bývalý farní) sv. Jana Křtitele

Horní Údolí je poprvé jistě zmiňováno roku 1450 jako Horní Olešnice (něm. Obeder-Olsnitz), počátkem 16. století již pod jménem Ober Grund. Stopy hlubinného dolování na Příčném vrchu jsou však archeologicky datovány již do 13. století, přičemž hlubinnému dolování jistě předcházela těžba v povrchových, „měkkých“ dolech. Zdejší ložiska zlata (rudný revír Starohoří – Altenberg) byla zřejmě prvními využívanými zlatými doly v podhůří Jeseníků. Po roce 1848 jen dočasné pokusy o těžbu rudy, které zanikly roku 1903. Hornictví nahrazeno částečně plátenictvím a dřevařstvím. Byly zde mlýny a pily, výroba šindele a k roku 1908 i kamenolom. K roku 1900 se připomíná hasičský spolek a k roku 1925 i zemědělský spolek. Obecná škola zmíněná roku 1848 měla k roku 1900 dvě třídy. Těžba obnovena po roce 1948.
Až do zrušení patrimoniální správy roku 1850 patřilo Horní Údolí k panství Cukmantl (Zlaté Hory), které bylo v majetku vratislavských biskupů. Od roku 1949 byla obec spojena s Dolním Údolím v jednu obec pod názvem Údolí. Roku 1960 bylo připojeno jako osada ke Zlatým Horám.
Z roku 1632 pochází původní raně barokní stavba farního kostela svatého Jana Křtitele. - Prvním lokalistou byl ustanoven P. Johann Haucke (Hancke), který zde zemřel 27. února 1771. Lokálie Horní Údolí byla vyfařena z farnosti Zlaté Hory až v roce 1893 a prvním jejím farářem byl jmenován P. Albert Vogel, který zemřel roku 1921 v Javorníku. Farnost Horní Údolí byla z rozhodnutí olomouckého arcibiskupa Msgre Jana Graubnera podle kánonu 515 § 2 CIC zrušena dne 1. října 1994 a obce patřící do této farnosti a jejich obyvatelé včleněni opětovně do farnosti Zlaté Hory.
Roku 1938 obec připojena k Německu a 8. května 1945 obsazena Rudou armádou. Do roku 1945 byla obec čistě německá. Po odsunu původních německých obyvatel po roce 1945 byla v Dolním a Horním Údolí usazena řada řeckých rodin, které se uchýlily do Československa v důsledku občanské války. Mnozí z nových obyvatel se však vrátili do Řecka po změně poměrů v roce 1975.
Horní Údolí bylo od počátku obecní správy roku 1850 samostatnou obcí, ale roku 1960 bylo připojeno jako osada ke Zlatým Horám.
V obci je zachována řada vesměs dřevěných lidových staveb z 19. století. Od roku 2004 je Horní Údolí spolu s vedlejším Dolním Údolím (a podobně jako sousedící Rejvíz) vesnickou památkovou zónou.

### Vývoj počtu obyvatel
Počet obyvatel Horního Údolí podle sčítání nebo jiných úředních záznamů:
| Rok            | 1869 | 1880 | 1890 | 1900 | 1910 | 1921 | 1930 | 1939 | 1947 | 1950 | 1961 | 1970 | 1980 | 1991 | 2001 |
| -------------- | ---- | ---- | ---- | ---- | ---- | ---- | ---- | ---- | ---- | ---- | ---- | ---- | ---- | ---- | ---- |
| Počet obyvatel | 714  | 706  | 686  | 645  | 630  | 580  | 587  | 542  | 201  | 19   | 138  | 95   | 60   | 28   | 30   |

1. ↑  z toho: 6 Čechoslováků, 577 Němců; 586 řím. kat., 1 evang.
2. ↑  spolu s Dolním Údolím

V Horním Údolí je evidováno 49 adres : 43 čísla popisná (trvalé objekty) a 6 čísel evidenčních (dočasné či rekreační objekty). Při sčítání lidu roku 2001 zde bylo napočteno 35 domů, z toho 11 trvale obydlených.

## Pamětihodnosti

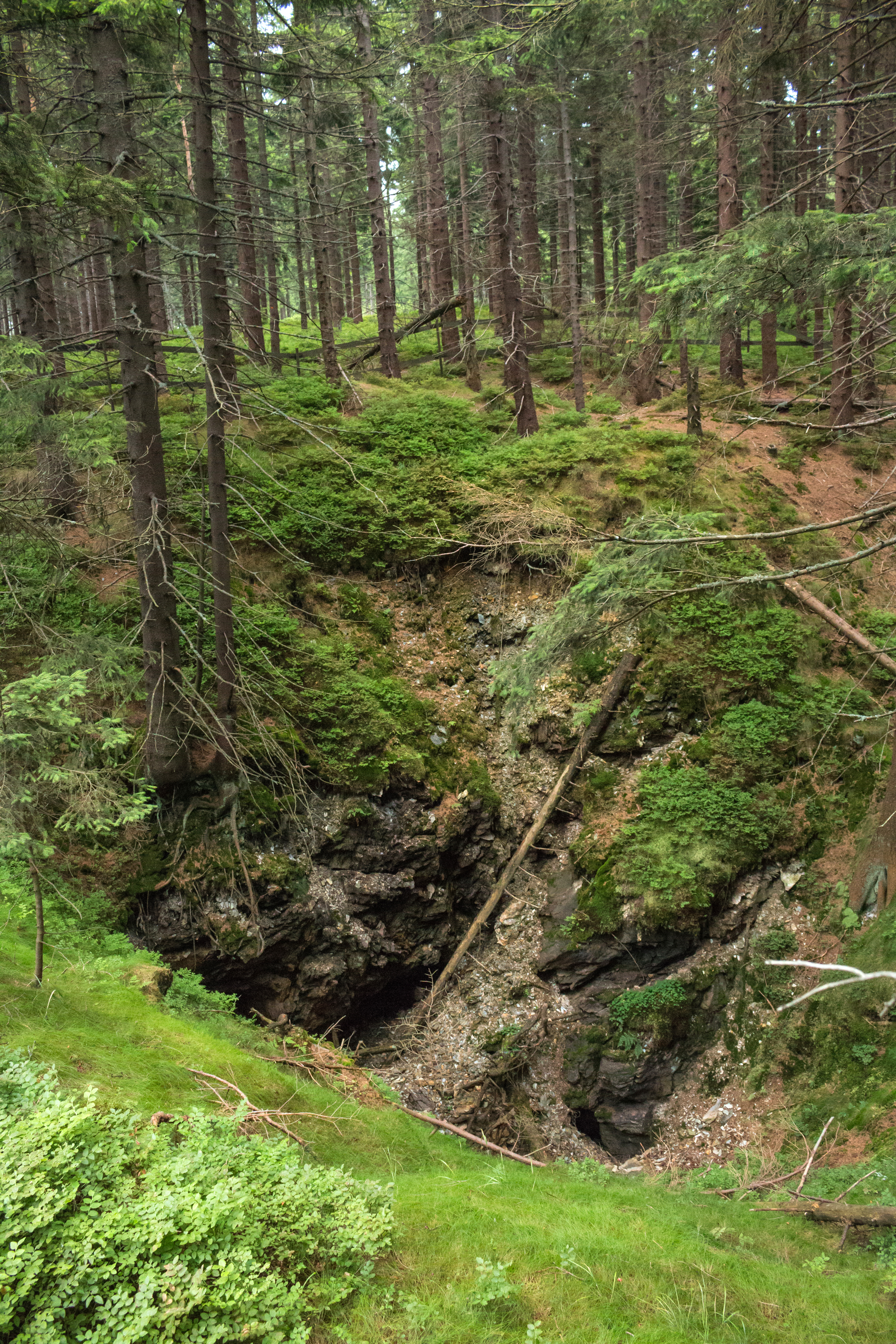
Propadlá Olověná štola

- zřícenina hradu Koberštejna z 13. století
- barokní (z roku 1632), později (v letech 1886-1888) novogoticky přestavěný římskokatolický filiální (dříve farní) kostel svatého Jana Křtitele
- bývalý poutní komplex – obnovovaná kaple sv. Anny a torzo kaple Bolestné Panny Marie z roku 1902, nad obcí na svahu Příčné hory. Dříve zde stávala i kaple sv. Marty, byla zbořena r. 1960.
- litinový kříž na hřbitově a socha sv. Floriána z dílny sochařské rodiny Kutzerů
- Lesní hřbitov – památník sovětských zajatců zemřelých za II. světové války
- středověká Olověná štola
- rudní revír Starohoří, využívaný od 13. století

## Významní rodáci
- Bernard Kutzer (1794-1864) – sochař, vytvořil s bratry Cyrilem a Patriciem a syny Raimundem a Rafaelem významnou sochařskou dílnu [5].